# Isabelle de Ludres
María Isabel de Ludres, conhecida como Marquesa de Ludres ou Isabelle de Ludres (Ludres, 1647 – Nancy, 28 de janeiro de 1726) foi uma nobre francesa, dama de honra, canonesa e uma das amantes de Luís XIV, e rival de Francisca Atenas.

## Biografia
Isabelle nasceu ao redor do ano 1647, em Ludres, no Ducado da Lorena. Ela é a filha de Jean de Ludres e Claude des Salles. Estava comprometida com o duque Carlos IV da Lorena, mas o compromisso rompeu-se quando este se casou com Marie Louise de Aspremont em 1664.
Converteu-se em dama de honra da rainha María Teresa em 1670 e da duquesa Isabel Carlota do Palatinado em 1673. Em 1675, começou uma relação com Luis XIV. Luis desejava que a relação fosse secreta e não tinha planos de a fazer a sua favorita, e quando ela declarou abertamente que ia substituir a Madame de Montespan, a relação com Luis terminou. Ludres abandonou a corte em 1678 e transladou-se a um convento em Paris. Com o tempo aceitou uma pensão real e mudou-se de novo a Lorena.